# Citronelzuur
Citronelzuur (3,7-dimethyl-6-octeenzuur) is een onverzadigd organisch zuur. Het is een monoterpenoïde gevormd door de oxidatie van citronellal. Het komt voor in de natuur, vooral in de olie die men bekomt door stoomdestillatie van het hout en de bast van de Australische coniferen Callitris columellaris, Callitris glaucophylla en Callitris intratropica.
Citronelzuur vertoont optische isomerie omdat het molecuul van citronelzuur een chiraal centrum heeft, namelijk het koolstofatoom 3, geteld vanaf de -COOH-groep. De optisch zuivere isomeren zijn (R)-(+)-citronelzuur (CAS-nummer: 18951-85-4) en (S)-(-)-citronelzuur (CAS-nummer: 2111-53-7). 
Citronelzuur (elke isomeer) mag zonder gebruiksbeperkingen gebruikt worden als aromastof in levensmiddelen.